# 克拉克·施密特
克拉克·道格拉斯·施密特（英語：Clarke Douglas Schmidt，1996年2月20日—），為美國職棒大聯盟的投手，目前效力於紐約洋基。

## 職業生涯
2017年美國職棒大聯盟選秀，施密特在首輪第16順位被洋基選走。因為施密特大學時期有動過手術的記錄，因此球團並未讓他馬上投球。2018年，他從新人聯盟出發，並在季中升上低階1A。整季他吞下3敗，防禦率3.09。
2019年，他從高階1A出發，並在8月升上2A。
2020年9月4日，施密特以後援投手身分登上大聯盟。2021年春訓，施密特因為右手肘伸展肌拉傷而提前關機休養，經過核磁共振檢查後發現並未拉傷韌帶。他在3月底進入60天傷兵名單，並在8月中被下放3A調整。
2022年，施密特重返大聯盟，並在4月19日拿下大聯盟首勝。7月24日，他拿下大聯盟首次救援成功。

## 個人生活
他的哥哥克拉特也是一名棒球選手，他曾在2015年罹患霍奇金淋巴瘤。2019年，克拉特在紅人1A效力後，就沒有在小聯盟留下出賽記錄。

## 外部連結
- 球員資訊和成績在MLB，ESPN，Baseball-Reference，Fangraphs（英文）